# Garcinia livingstonei
Garcinia livingstonei – gatunek drzewa z rodziny kluzjowatych (Clusiaceae Lindl.). Pochodzi z Afryki

## Morfologia
PokrójWieczniezielone drzewo, dochodzące do 18 m wysokości.
LiścieUlistnienie nakrzyżległe. Liście podłużne, eliptycznojajowate, niebieskawozielone
KwiatyObupłciowe, wyrastają w skupiskach na szczytach pędów.
OwocePodługowate, pomarańczowe i jadalne jagody do 4 cm długości, zawierające jedno nasiono.